# Fernando Fernández Urosa
Fernando Fernández Urosa, (Alcalá de Henares, 5 de enero de 1971 - ) es un jugador de balonmano español.

## Biografía
Nació el 5 de enero de 1971 en Alcalá de Henares. A los 17 años fichó por la Juventud Deportiva Arrate.
Pasó por los equipos más importantes del País Vasco, aunque más ligado al club albiazul. Por eso tras retirarse siguió en el Arrate como técnico del cadete masculino del Arrate y coordinador del balonmano base. Actualmente entrena al Eibar Eskubaloia de primera estatal.

## Equipos
- Juventud Deportiva Arrate (1988-1993)
- Elgorriaga Bidasoa (1993 - 1995) Consiguiendo una liga y una Copa de Europa.
- Club Balonmano Barakaldo (1995-1996)
- Juventud Deportiva Arrate (1996-2002)